# Acque profonde (film 1981)
Acque profonde (Eaux profondes) è un film del 1981 diretto da Michel Deville, tratto dall'omonimo romanzo di Patricia Highsmith.

## Trama
Isola di Jersey. Un piccolo industriale locale, innamoratissimo della moglie che lo tradisce, fa girare la voce che gli amanti della donna corrono un grosso rischio a frequentarla.